# Схватки Брэкстона-Хикса
Схватки Брэкстона-Хикса — ложные схватки, которые начинаются примерно на 6 неделе беременности, но обычно не ощущаются до II или III триместра беременности.
Схватки Брэкстона-Хикса следует отличать от предвестниковых схваток, которые появляются за 2—3 недели до родов. Однако, ни схватки Брэкстона-Хикса, ни предвестниковые схватки не ведут к раскрытию шейки матки. Природа ложных схваток пока до конца не выяснена. Принято считать, что они незадолго до родов способствуют размягчению и укорочению шейки матки.

## История
Схватки Брекстона-Хикса названы в честь Джона Брэкстона Хикса, английского врача, который впервые их описал. В 1872 году он исследовал поздние стадии беременности и отметил, что многие женщины чувствовали схватки, не будучи ещё близкими к родам. Эти сокращения, как правило, были безболезненными, но вызывали у женщин опасения и путаницу в связи с возможным началом реальных родов, которые сейчас называют ложные схватки.

## Симптомы
Схватки Брэкстона-Хикса, в отличие от истинных родовых схваток, редки и нерегулярны. Сокращения длятся до минуты, могут повторяться через 4—5 часов. Внизу живота или в пояснице появляются тянущие ощущения. Если приложить руку к животу, то можно отчетливо прощупать матку (она как будто «каменеет»).
Аналогичные симптомы имеют и родовые схватки, поэтому рожающие впервые женщины часто путают ложные схватки с родовыми. Зачастую, эти схватки безболезненны. Их появление связывают с повышенной возбудимостью матки.

## Способы уменьшения симптомов
Для уменьшения дискомфорта во время схваток Брэкстона-Хикса рекомендуются следующие процедуры:
- Питьё. Так как обезвоживание может вызвать мышечный спазм, вызывая сокращения, и считается фактором провоцирующим схватки Брэкстона-Хикса;
- Изменение активности (в случае сидения длительное время — прогулка, ходьба, в случае длительной активности — положение лёжа);
- Релаксация (тёплая ванна или душ, чтение книги, прослушивание музыки).